# Seznam japonskih skladateljev
Seznam japonskih skladateljev.

## A
- Keiko Abe 1937-

## B
- Sadao Bekku 1922-2012

## F
- Yasuhiko Fukuda 1957-
- Kazuo Fukushima 1930-2023

## H
- Fumio Hayasaka 1914–1955
- Toshio Hosokawa 1955-

## I
- Toši Ičijanagi /Toshi Ichiyanagi 1933-2022
- Tomojirō Ikenouchi 1906-1991
- Yoshirō Irino 1921-1980
- Maki Ishii 1936-2003

## K
- Shigeru Kan-no 1959-
- Hattori Katsuhisa 1936-2020
- Yasuji Kiyose 1900-81
- Ken-Ichiro Kobayashi 1940-
- Jo Kondo 1947-
- Kiyoshige Koyama 1914-2009

## M
- Yoritsune Matsudaira 1907-2001
- Teizo Matsumura 1929-2007
- Isao Matsushita 1951-
- Shinichi Matsushita 1922-1990
- Toshiro Mayuzumi 1929-1997
- Makoto Moroi 1930-2013
- Saburō Moroi 1903-77

## N
- Teruyuki Noda 1940-2022

## O
- Roh Ogura 1916-1990
- Tadaaki Otaka 1947-
- Seiji Ozawa 1935-2024

## S
- Ryuichi Sakamoto 1952-2023
- Masaru Sato 1928-1999
- Minao Shibata 1916-1996
- Makoto Shinohara 1931-2024
- Koichi Sugiyama 1931-2021

## T
- Midori Takada 1951-
- Toru Takemitsu 1930-1996

## Y
- Akio Yashiro 1929-76
- Toshihiro Yonezu